# Leszek Klank
Leszek Kazimierz Klank (ur. 2 stycznia 1949, zm. 4 sierpnia 2021) – polski ekonomista, prof. dr hab.

## Życiorys
W 1971 ukończył studia w Szkole Głównej Planowania i Statystyki, w 1981 obronił pracę doktorską, w 1989 uzyskał stopień doktora habilitowanego. 23 lipca 2008 nadano mu tytuł profesora w zakresie nauk ekonomicznych.  W latach 1972–2014 pracował w Instytucie Rozwoju Wsi i Rolnictwa Polskiej Akademii Nauk, pracował też w Instytucie Ekonomiki Rolnictwa i Gospodarki Żywnościowej, na Wydziale Prawno-Ekonomicznym Wszechnicy Mazurskiej, oraz w Katedrze Mikroekonomiki na Wydziale Ekonomicznym Uniwersytetu w Białymstoku.
Był profesorem nadzwyczajnym na Wydziale Stosunków Międzynarodowych Akademii Finansów w Warszawie i w Instytucie Humanistycznym i Ekonomicznym Państwowej Wyższej Szkole Zawodowej im. prof. Edwarda F. Szczepanika w Suwałkach, profesorem zwyczajnym w Katedrze Finansów na Wydziale Zarządzania Społecznej Akademii Nauk, w Instytucie Finansów Akademii Finansów i Biznesu Vistula, a także w Instytucie Logistyki na Wydziale Zarządzania i Dowodzenia Akademii Obrony Narodowej.
Pełnił funkcję kierownika Katedry Mikroekonomiki Wydziału Ekonomicznego Uniwersytetu w Białymstoku.
Zmarł 4 sierpnia 2021. Pochowany na cmentarzu Bródnowskim w Warszawie (kwatera 7B-3-14).